# Las huellas de Dios
Las Huellas de Dios es una novela de suspenso escrita por el autor Estadounidense Greg Iles. Fue publicada en el año 2003 por Scribner, luego en marzo de 2004 por Pocket Books, una división de Simon & Schuster, Inc. Apareció en la lista de superventas de New York Times.

## Resumen de la trama
La historia se desarrolla alrededor de una supercomputadora que está siendo construida en un laboratorio gubernamental secreto, en un proyecto llamado Trinity. Cuando uno de los científicos del proyecto muere, David Tennant, el responsable de la ética del proyecto, descubre que fue asesinado: probablemente por su rechazo a aceptar el objetivo del proyecto, la combinación de una mente humana y la máquina, y así lograr construir la super computadora más poderosa de la historia. A partir de ahí, Tennant intenta descubrir la verdad detrás del proyecto mientras él y su compañera Rachel Weiss son perseguidos alrededor del planeta.
Tennant sufre de una serie de episodios de regresión, los cuales son considerados por su doctor como ataques, producto de la narcolepsia causada por la sobreexposición a una máquina de super-Resonancia magnética.

## Temas importantes
El libro trata la siempre mística pregunta sobre la razón detrás de la existencia del hombre en el planeta.